# كريستيان السابع ملك الدنمارك
كريستيان السابع (بالدنماركية: Christian VII)‏، (29 يناير 1749 – 13 مارس 1808)؛ كان عضو من آل أولدنبورغ الذين حكموا الدنمارك-النرويج وكذلك أصبح دوق شليسفيغ هولشتاين منذ 1766 حتى وفاته، هو نجل الملك فريدريك الخامس وزوجته الأولى لويز من بريطانيا العظمى.
عاني كريستيان السابع طوال فترة عهده من مرض عقلي التي أُثرت على قرارات الحكومة، ومعظم فترة حكمه لم يكن يحكم إلا اسمياً كملك، مستشاريه الملكيين اعتمدوا على الصراعات السلطة حول العرش، وفي أواخر عقد الستينات جاء الطبيب الملكي يوهان فريدريش ستروينسي الذي ارتقى إلى السلطة من 1770 إلى 1772 بحكم الأمر الواقع بحيث أصبح وصي العرش، وأدخل إصلاحات تقدمية والتي وقعها عليها كريستيان السابع، ومع ذلك أُطيح في انقلاب عام 1772 وبالتالي أصبحوا زوجة الأب يوليانا ماريا من براونشفايغ-فولفنبوتل وأخيه غير الشقيق فريدريك والسياسي الدنماركي أوفه هويغ-غولدبرغ أوصياء الجدد.
منذ 14 أبريل 1784 حتى وفاته في 1808، ابنه لاحقاً فريدريك السادس تصرف بشكل غير رسمي كوصي العرش. واتسم هذا الوصي بالإصلاحات الليبرالية والزراعية، ولكن أيضا بالكوارث أدت إلى بداية الحروب النابليونية.

## الولادة والحياة المبكرة

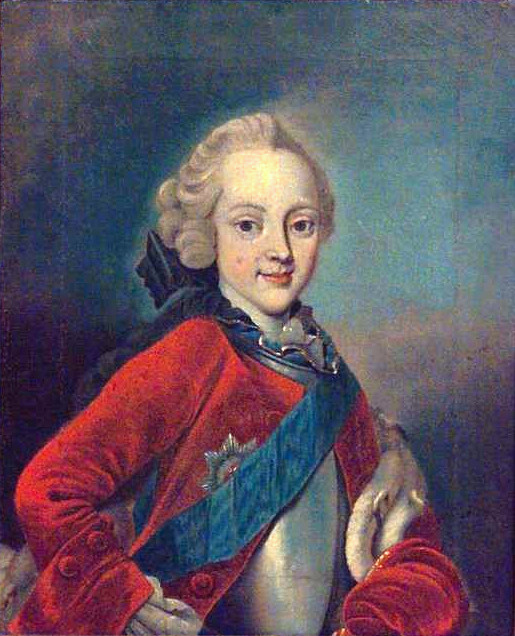
كريستيان وهو صغير

ولد كريستيان في الساعات الأولى من صباح 29 يناير 1749 في قصر كريستيانسبورغ مقر إقامة الملكية في كوبنهاغن. وكان ابن الملك فريدريك الخامس ملك الدانمرك وزوجته الأميرة لويز من بريطانيا العظمى، عمد بعد بضع ساعات في وقت لاحق من نفس اليوم كانوا العرابون الملك فريدريك الخامس (والده) والملكة الأرملة صوفي ماغدالين (جدته) والأميرة لويز (عمته) والأميرة شارلوت آمالي (عمة والده).
كان في السابق وريث العرش المسمى أيضا كريستيان توفي في سن الرضاعة في عام 1747؛ ولذلك شكلت الآمال كبيرة لمستقبل هذا وريث جديد في 1749 بذلك قام كريستوف فيليبالد غلوك الذي كان قائداً لفرقة أوبرا بتأليف مشهد للأوبرا: يجمع فيه كبار الآلهة الأولمبيون حول الحزام الكبير ومناقشتهم من هم يستطيع حماية الأمير الجديد. توفيت والدته لويز من بريطانيا العظمى عن عمر يناهز 27 سنة في 1751، وبعد سنتين من ولادته تزوج والده من يوليانا ماريا من براونشفايغ-فولفنبوتل.

## العهد
توفي والده فريدريك الخامس في الساعات الأولى من صباح يوم 14 يناير 1766 عن عمر يناهز 42 عاماً، في وقت لاحق من نفس اليوم تم إعلان عنه بأنه الملك من شرفة قصر كريستيانسبورغ قبل أسابيع من عيد ميلاده السابعة عشر، وقام باختيار شعاره: "Gloria ex amore patriae" («المجد عن طريق حب الوطن»).

### الزواج

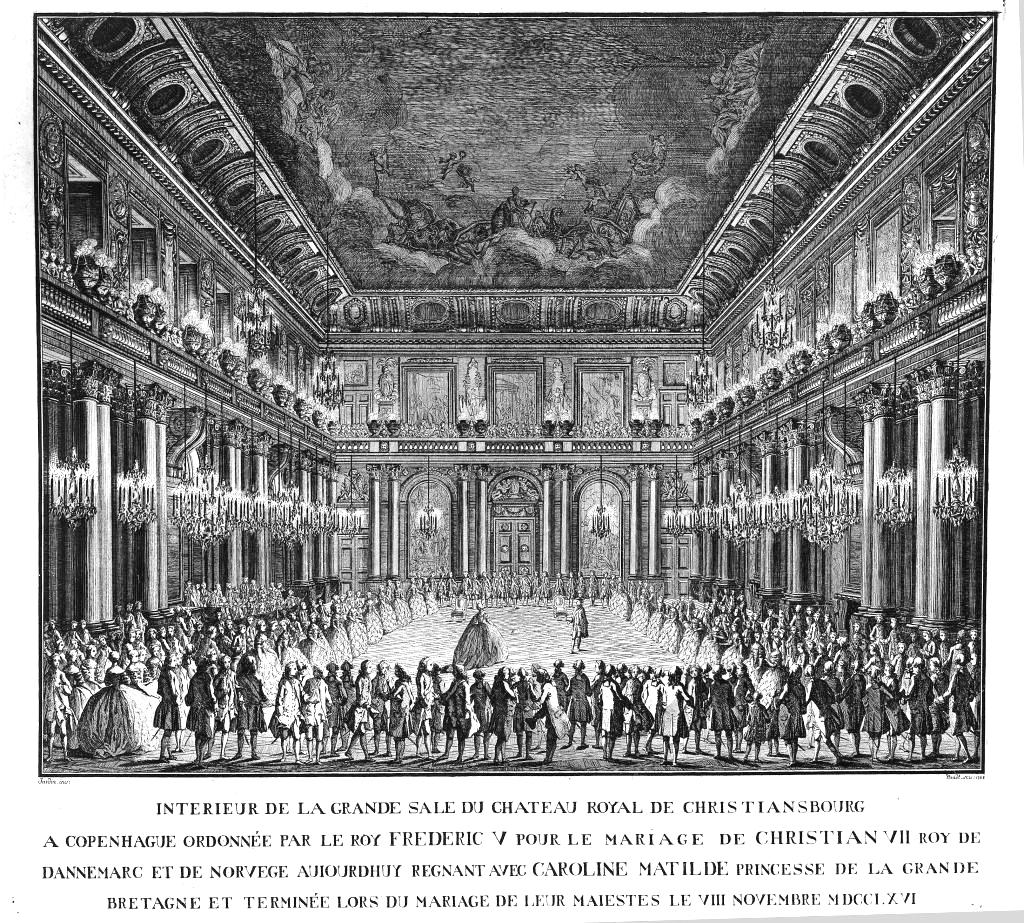
كريستيان السابع وكارولين ماتيلدا يرقصون في حفل الزفاف الذي انعقد بقصر كريستيانسبورغ، بالصورة محفوظة في فرنسا

كان الملك الشاب مخطوب من الأميرة كارولين ماتيلدا من بريطانيا العظمى ذي خمسة عشر عاماً هي ابنة خاله فريدريك أمير ويلز وشقيقة جورج الثالث ملك المملكة المتحدة الصغرى الذي كان قلقاً حول الزواج ولكن ليس على علم كامل بأن العريس كان مريضاً عقلياً، وهذا الزواج جرى في قصر كريستيانسبورغ في 8 نوفمبر 1766.
وبعد زواجه تخلى عنها في عام 1767، دخل في علاقة مع ملومس ستوفلت-كاثرين، ومع ذلك في نهاية المطاف غرق في حالة من مرض عقلي صعب بحيث شملت هذه الأعراض خلال هذا الوقت جنون ارتيابي وإيذاء نفسه والهلوسة.

### ستروينسي
وأصبح المفكر التقدمي والراديكالي يوهان فريدريش ستروينسي طبيب الشخصي الذي ارتقى إلى السلطة شيئاً فشيئاً حتى أصبح أخيراً وصي العرش، حيث أنه أدخل إصلاحات تقدمية على نطاق واسع، وكان ستروينسي من رعاة دائرة التنوير من الارستقراطيين التي رفضهم البلاط في كوبنهاغن من قبل، وكان أحد الأطباء مهرة، ونوعاً ما وبعد استعادة صحته الملك أثناء زيارته للمنطقة شليسفيغ-هولشتاين، اكتسب عاطفة الملك تم إبقاء به كطبيب أثناء السفر، وفي 5 أبريل 1768 رافق الوفد المرافق له في الجولات السياحية الأجنبية للملك إلى باريس ولندن عبر هانوفر من 6 مايو 1768 إلى 12 يناير 1769، وقد تم منحه لقب «عضو مجلس الدولة» ("etatsråd") في 12 مايو 1768، بالكاد بعد أسبوع ترك ألتونا، لاحقاً جنحت كارولين ماتيلدا المهملة نفسها في علاقة غرامية مع ستروينسي.

## الطلاق
في 1772، تم فسخ الزواج الملك من كارولين ماتيلدا بالطلاق، ستروينسي بعد طوفان من الإصلاحات الكبيرة، ألقي القبض عليه وأُعدم في نفس العام. ستروينسي اعتقل بوثيقة موقعة من كريستيان تحت ضغط من زوجة الأب الملكة يوليانا ماريا، وأيضا ساعدت على فسخ زواجه من كارولين ماتيلدا على الرغم من احتفظت باللقب ولكن ليس بأطفالها، ولكن في نهاية المطاف غادرت الدنمارك إلى المنفى ومرت الأيام المتبقية لها في قلعة تسيلّيه في الأراضي الألمانية التابعة لجورج أخيه، إمارة هانوفر الانتخابية، فماتت هناك من الحمى القرمزية في 10 مايو 1775، بسن ال23.
كريستيان بزواجه من كارولين ماتيلدا حصل على اثنين من الأبناء: الملك فريدريك السادس والأميرة لويز أوغستا ومع ذلك يعتقد على نطاق واسع أن لويز كانت ابنة ستروينسي.

## الحياة في وقت لاحق
أصبح كريستيان ملك اسمياً منذ 1772 حتى وفاته، بين 1772 و 1784، كان يحكم الدنمارك الملكة الأرملة يوليانا ماريا من براونشفايغ-فولفنبوتل زوجة الأب وابنها فريدريك وسياسي الدنماركي أوفه هويغ-غولدبرغ، ومن 1784 وحتى وفاته، قضى ابنه فريدريك السادس بشكل دائم كأنه وصي العرش. واتسم هذا الوصي بالإصلاحات الليبرالية والزراعية.

### الوفاة والخلافة
كريستيان توفي في سن ال59 من السكتة الدماغية في 13 مارس 1808 في ريندسبورغ، كونتية شليسفيغ، وقد دفن في كاتدرائية روسكيلد، وخلفه ابنه فريدريك السادس.
من أشهر ما تم تسجيد شخصية كريستيان السابع في فلكلور الشعبي عن فيلم غرام ملكي (بالدنماركية: En Kongelig Affære) - رشح الفيلم- جائزة الأوسكار الذي أدى دوره ميكيل فولسغارد عام 2012، ومن بطولة مادس ميكلسن وأليسيا فيكاندير وديفيد دينك وترين ديرهولم·

### في الدنماركية
- Alenius, Marianne (ed.): Mit ubetydelige Levnets Løb. Efter Charlotte Dorothea Biehls breve. Museum Tusculanums Forlag, Copenhagen 1986
- Barz, Paul: Doktor Struensee. Bogans Forlag, Lynge, 1986
- Bech, Svend Cedergreen: Brev fra Dorothea, Politikens Forlag, Copenhagen 1975
- Christiansen, Viggo: Christian den VII's sindssygdom. Odense Universitetsforlag, 1978
- Dehn-Nielsen, Henning: Christian 7. Den gale konge. Sesam, Copenhagen, 2000
- Den Store Danske encyclopedia, Danmarks Nationalleksikon/Gyldendal, Copenhagen, 1996
- Enquist, Per Olov: Livläkarens besök. Norstedts Förlag, Stockholm, 1999
- Fjelstrup, August: Skilsmisseprocessen imellem Kong Kristian den syvende og Dronning Karoline Matilde. Strubes Forlag, 1968.
- Hansen, Norman Hall: Caroline Mathilde. Ejnar Munksgaards Forlag, Copenhagen 1947
- Holm, Sven: Struensee var her, Danmarks Radio, Copenhagen, 1981
- Laing R. D. og Esterson A.: Familieliv. Rhodos, Copenhagen 1974
- Lauring, Palle: Historiske Portrætter. Aschehoug Dansk Forlag, Copenhagen 1960
- Reverdil, Elie Salomon François: Struensee og det danske hof 1760-1772. A. F. Høst & Søn Forlag, Copenhagen 1917
- Salmonsens Konversations Leksikon, Schultz, Copenhagen, 1926
- Steenstrup, Joh. et al. (Red): Danmarks Riges historie. Det Nordiske Forlag, Copenhagen

### وصلات خارجية
تحوي هذه المقالة معلومات مترجمة من الطبعة الحادية عشرة لدائرة المعارف البريطانية لسنة 1911 وهي الآن ضمن الملكية العامة.
| كريستيان السابع ملك الدنمارك بيت أولدنبورغفرع من مواليد: 29 يناير 1749 وفيات: 13 مارس 1808 |                                                   |                     |
| سبقه فريدريك الخامس                                                                        | كونت أولدنبورغ 1766 - 1773                        | تبعه باول الأول     |
| سبقه فريدريك الخامس                                                                        | ملك الدنمارك وملك النرويج دوق شليسفيغ 1776 - 1808 | تبعه فريدريك السادس |
| سبقه فريدريك الخامس وباول الأول                                                            | دوق هولشتاين 1766–1808 مع باول الأول (1766–1773)  | تبعه فريدريك السادس |